# 约翰·布兰奇
小约翰·布兰奇（John Branch, Jr.，1782年11月14日—1863年1月4日），美国政治家，曾任北卡罗来纳州州长（1817年－1820年）、美国参议员（1823年－1829年）、美国海军部长（1829年－1831年）和佛罗里达领地总督（1844年－1845年）。
| 前任： 塞缪尔·L·索瑟德 | 美国海军部长 1829年－1831年 | 繼任： 利瓦伊·伍德伯里 |